# 7 Dywizjon Artylerii Przeciwlotniczej (II RP)

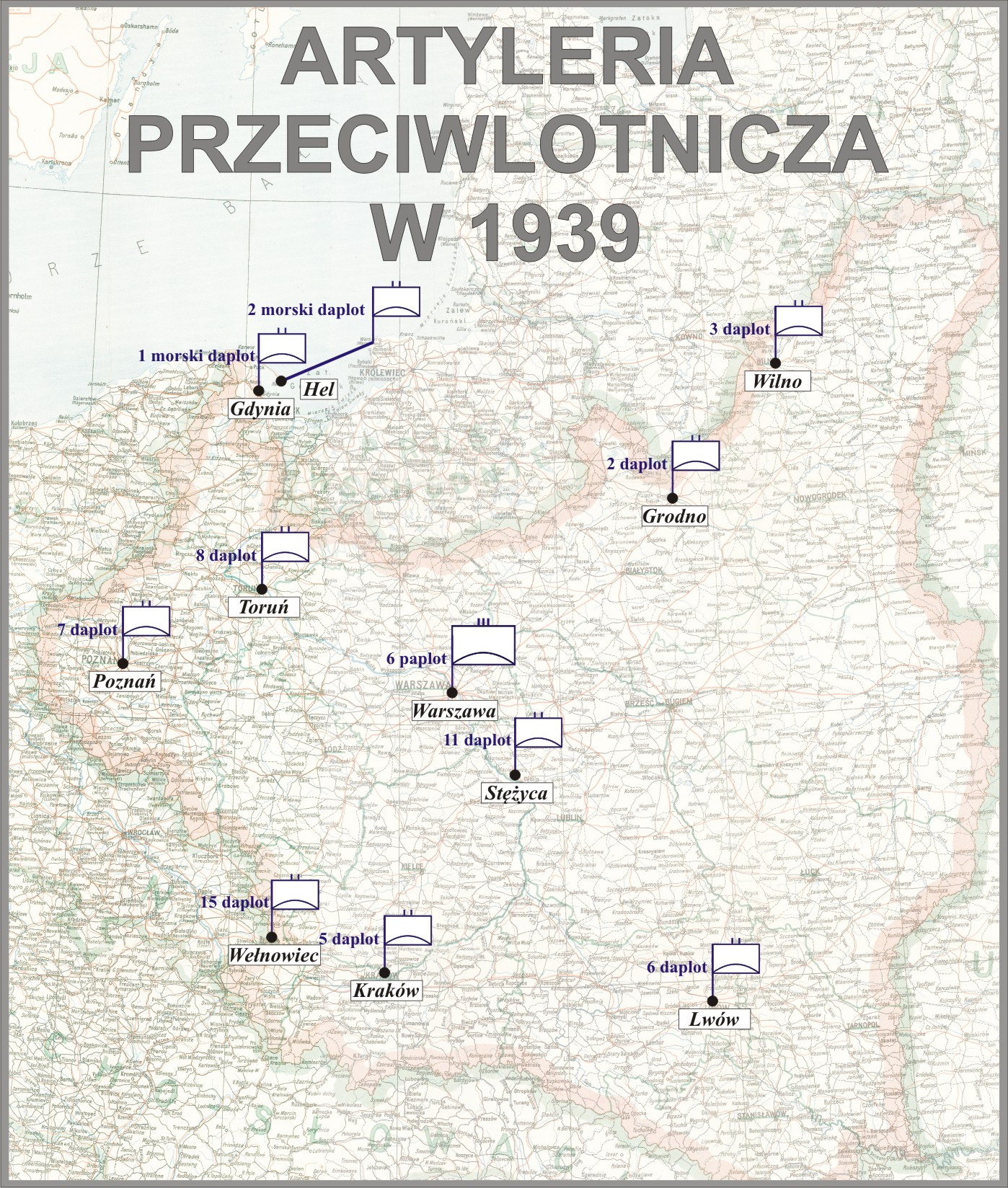
Artyleria przeciwlotnicza WP przed wybuchem II wś

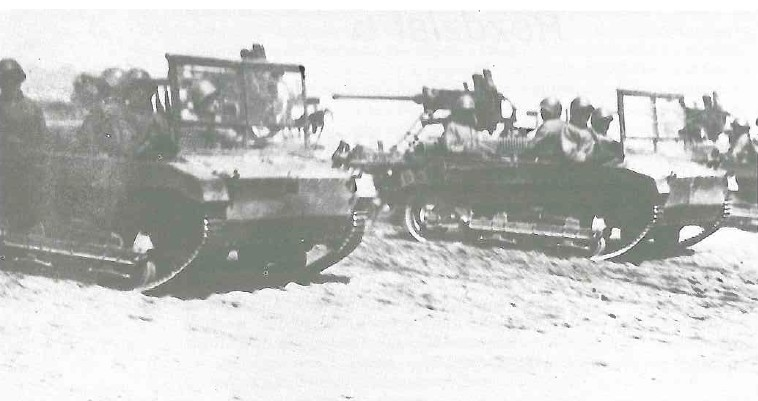
Ciągniki C2P wraz z armatami dywizjonu

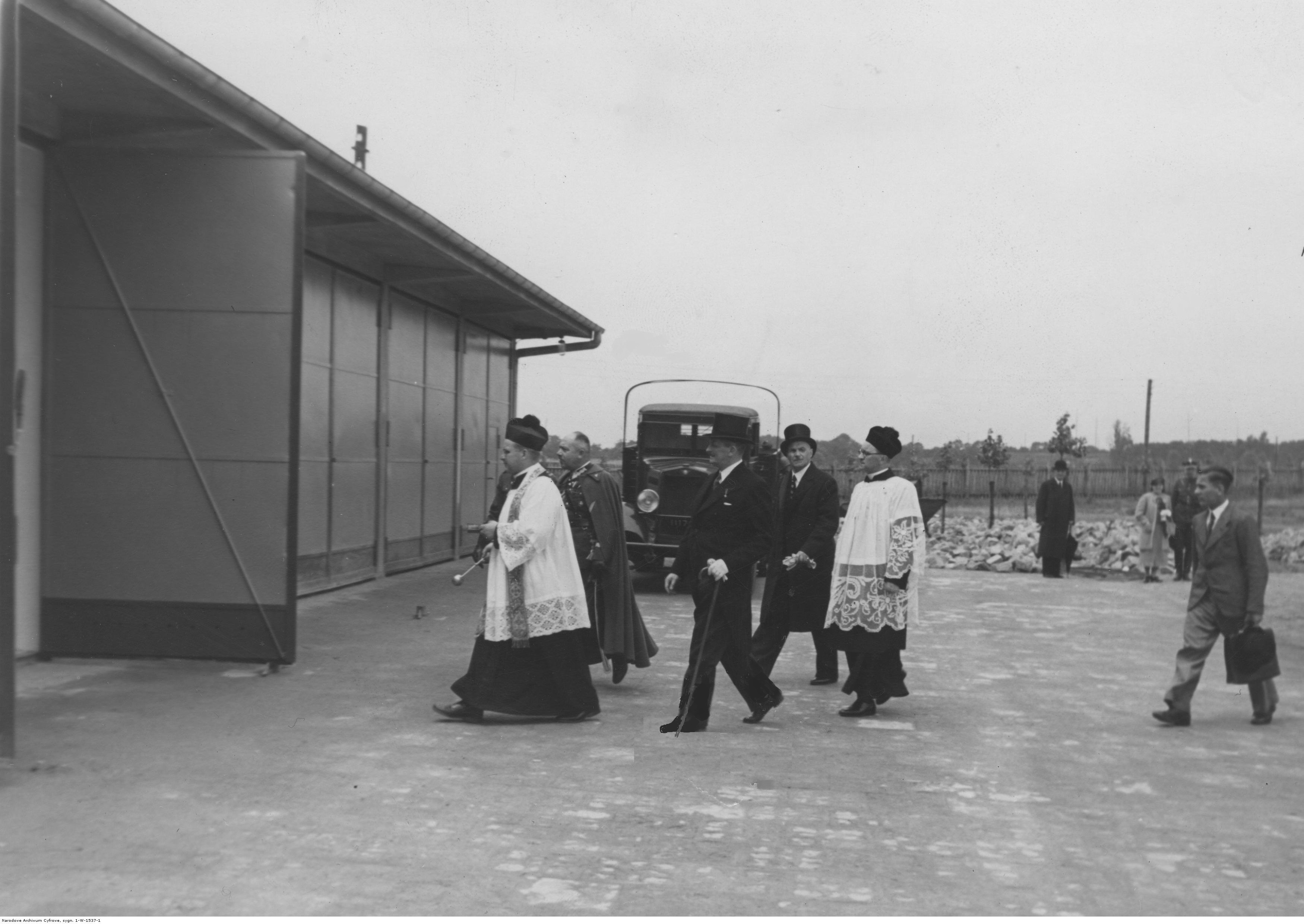
Święto 7 daplot w Poznaniu - ks. kapelan Franciszek Dymarski oraz wojewoda poznański Artur Maruszewski w drodze do garaży Dywizjonu; lipiec 1938

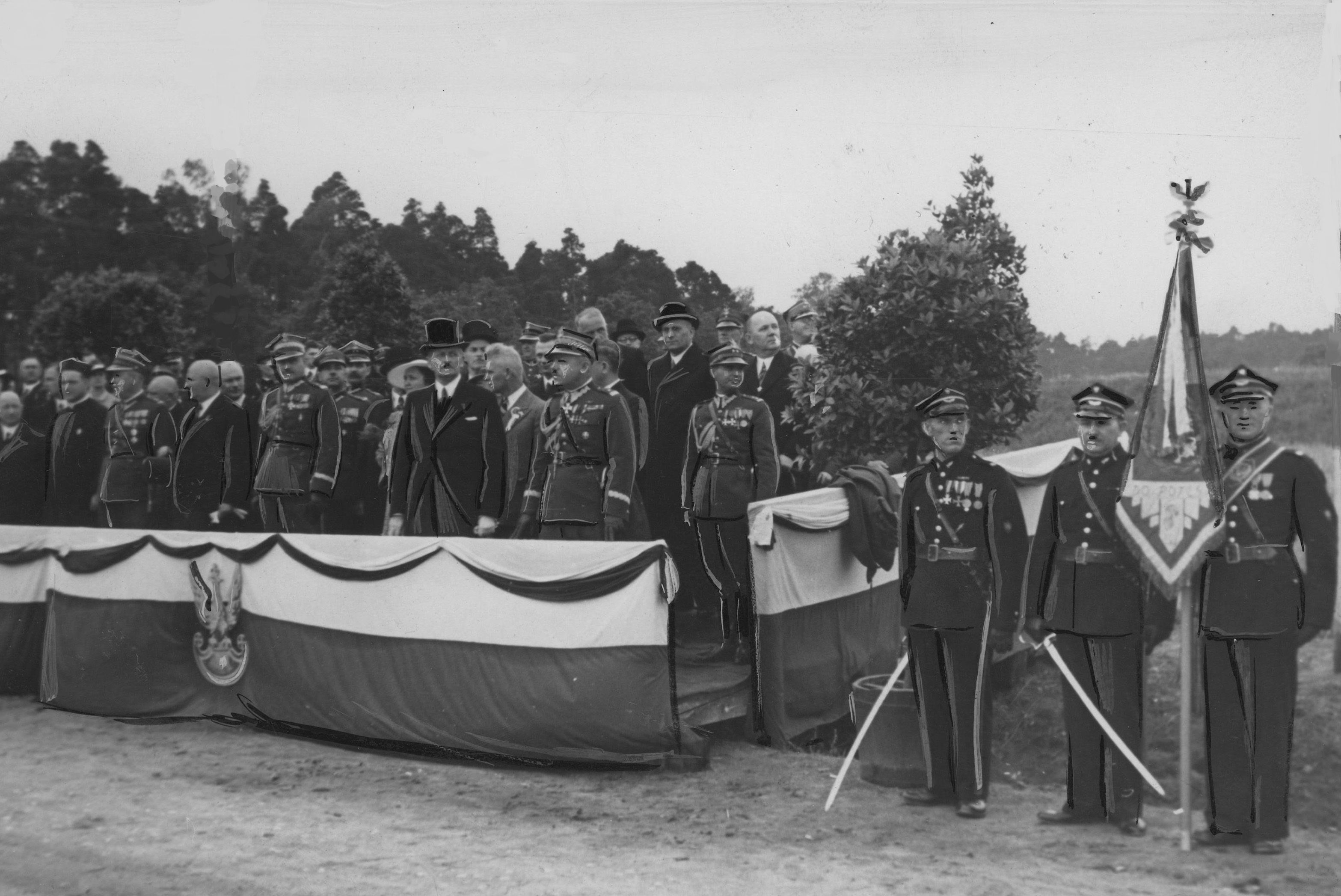
Święto 7 daplot w Poznaniu - defilada w koszarach Dywizjonu. Na trybunie gen. Edmund Knoll-Kownacki, za nim wojewoda Artur Maruszewski

7 dywizjon artylerii przeciwlotniczej (7 daplot) – pododdział artylerii przeciwlotniczej Wojska Polskiego w II Rzeczypospolitej.
Na podstawie rozkazu L.dz. 470 Ministra Spraw Wojskowych z dnia 10 maja 1924 roku została sformowana samodzielna bateria artylerii przeciwlotniczej nr 7. Dwa lata później bateria przeformowana została w samodzielny dywizjon artylerii przeciwlotniczej nr 7. Zarówno bateria, jak i dywizjon do wiosny 1931 roku funkcjonowała w strukturze organizacyjnej 7 pułku artylerii ciężkiej.

Jednostka stacjonowała w garnizonie Poznań, na terenie Okręgu Korpusu Nr VII 

Pod względem fachowego wyszkolenia i inspekcji pododdział podlegał dowódcy 11 Grupy Artylerii (1929–1938), a następnie dowódcy Grupy Artylerii Przeciwlotniczej (od 20 maja 1938) i dowódcy 1 Grupy Artylerii Przeciwlotniczej (od 22 sierpnia 1939).

## Mobilizacja i rozformowanie dywizjonu
7 daplot był jednostką mobilizującą. Zgodnie z planem mobilizacyjnym „W” sformował pododdziały artylerii przeciwlotniczej dla wielkich jednostek piechoty i kawalerii przeznaczonych dla Armii „Poznań” i „Łódź”.

W dniach 24-25 sierpnia 1939 dyon wystawił, w mobilizacji alarmowej, w grupie jednostek oznaczonych kolorem brązowym (podgrupa 2 – OPL), pięć pododdziałów:

- bateria artylerii przeciwlotniczej motorowa typ A nr 10 dla 10 DP
- bateria artylerii przeciwlotniczej motorowa typ A nr 14 dla 14 DP
- bateria artylerii przeciwlotniczej motorowa typ A nr 17 dla 17 DP
- bateria artylerii przeciwlotniczej motorowa typ A nr 25 dla 25 DP
- bateria artylerii przeciwlotniczej motorowa typ B nr 87 dla Wielkopolskiej BK

Nadwyżki dywizjonu, pozostałe po zakończeniu mobilizacji, przekazane zostały do Ośrodka Zapasowego Artylerii Przeciwlotniczej Nr 1 w Warszawie. Po zakończeniu mobilizacji i przekazaniu nadwyżek dywizjon uległ rozformowaniu.
Od połowy maja 1939 dywizjon szkolił 37 osobowy pluton artylerii przeciwlotniczej wystawiony przez Zakłady Spółki Akcyjnej H. Cegielski w Poznaniu. Obsadę plutonu stanowili robotnicy, pracownicy straży przemysłowej i uczniowie przyzakładowej szkoły zawodowej. Dowódcą plutonu został por. rez. Kazimierz Borowski, a działonowymi Jan Przynoga i Tadeusz Bulski. Pododdział uzbrojony został w dwie 40 mm armaty przeciwlotnicze wzór 1936.

## Kadra dywizjonu
Dowódcy:
- kpt. Jan Adam Alojzy Meissner
- mjr Franciszek Jórasz
- mjr Mieczysław Zylber (1935-1939)

Obsada personalna samodzielnego dywizjonu artylerii przeciwlotniczej nr 7 w 1928
- kpt. Adam Jan Alojzy Meissner (ur. 26 III 1893, zm. 1940 Starobielsk, w latach 1936–1939 dyrektor nauk Wołyńskiej SPRArt)
- kpt. Bronisław Sylwester Górski (ur. 31 XII 1892, w 1932 major, dowódca 2 daplot)
- kpt. Tadeusz Przewoski (ur. 11 X 1897, w 1932 w Komendzie OC "Barycz")
- por. Edward Florentyn Rożnowski (ur. 16 X 1893, w 1932 w dyspozycji dowódcy OK VII)
- por. Franciszek Jan Kruszyn (ur. 21 XII 1898, w 1932 w 8 daplot)
- por. Stanisław I Jaszewski (ur. 22 VI 1889, w 1932 w CWArt)
- por. Władysław Jan Karol Metule
- por. Tadeusz I Moszyński (ur. 28 X 1898, w 1932 w 6 daplot)

Obsada personalna 7 dywizjonu artylerii przeciwlotniczej w 1932
- mjr Franciszek Jórasz - dowódca dywizjonu (ur. 26 IX 1894 w Korczynie, zm. 13 XII 1968 r. w Poznaniu), w 1939 zastępca dowódcy 1 paplot)
- kpt. Teodor August Sylwester Zachariasiewicz (ur. 31 XII 1899, zm. 1940 Charków, w latach 1937–1939 dowódca 13 baplot)
- por. Alfons Köhler
- por. Wiktor Borodzicz (we IX 1939 dowódca 17 baplot)
- por. Michał Lipnicki
- por. Władysław Jan Karol Matula
- por. Zbigniew Maciej Przyborowski
- por. Janusz Kodrębski (słuchacz W.S.Woj. 1936–1938, we IX 1939 kpt. dypl., kwatermistrz 14 DP)
- por. Franciszek Łabiak (w 1944 dowódca II/5 paplot)
- por. Henryk Władysław Wilczek
- por. Jan Działak (major 7 paplot[3])
- por. Józef Janowicz (we IX 1939 dowódca 4/1 morskiego daplot)

Obsada personalna 7 daplot w 1939
- dowódca dywizjonu – mjr Mieczysław Zylber
- adiutant – kpt. Jan Działak
- dowódca 1 baterii – kpt. kontr. Platon Takajszwili
- dowódca 2 baterii – kpt. Stanisław Zaleski
- dowódca 3 baterii – kpt. Paweł Kazimierz Żniński
- dowódca plutonu łączności - por. Władysław Żyromski

### Żołnierze dywizjonu – ofiary zbrodni katyńskiej
Biogramy zamordowanych znajdują się na stronie internetowej Muzeum Katyńskiego
| Nazwisko i imię     | stopień              | zawód | miejsce pracy przed mobilizacją | zamordowany |
| ------------------- | -------------------- | ----- | ------------------------------- | ----------- |
| Szmigielski Zygmunt | podporucznik rezerwy |       | Junackie Hufce Pracy w Grodnie  | Katyń       |

## Symbole dywizjonu
Sztandar

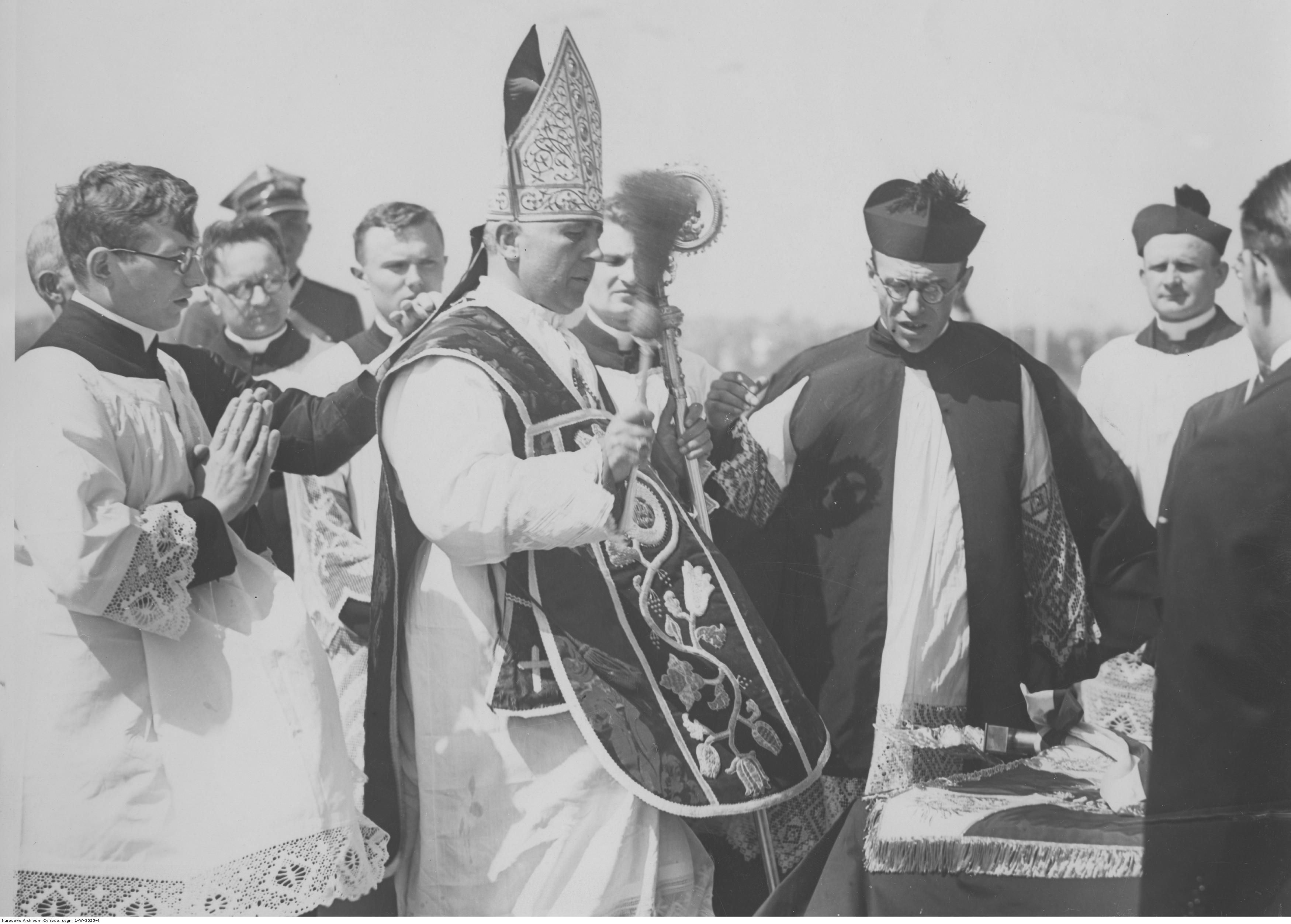
Wręczenie sztandarów pułkom artylerii z VII OK w Poznaniu – biskup polowy Józef Gawlina święci sztandary.

11 kwietnia 1938 roku Prezydent RP Ignacy Mościcki zatwierdził wzór sztandaru dla dywizjonu.
W środę 29 czerwca 1938 roku w Poznaniu, na placu ćwiczeń artylerii, na Golęcinie-Sołaczu gen. dyw. Juliusz Rómmel, w imieniu Prezydenta RP, wręczył dowódcy dywizjonu sztandar ufundowany przez poznańskich rzemieślników. Sztandar poświęcony został przez biskupa polowego Józefa Gawlinę. W czasie święcenia sztandar trzymał Ignacy Knopiński, starszy cechu mistrzów rzeźnickich. Tego samego dnia sztandary otrzymały także: 14 pal, 17 pal, 25 pal, 7 pac i 7 dak. Ceremonia zakończona została defiladą, którą prowadził dowódca 7 Grupy Artylerii, płk art. Michał Jancewicz.
Opis sztandaru
Na prawej stronie płatu sztandaru  umieszczony w rogach numer dywizjonu według wzoru ustalonego w „Dzienniku Rozkazów Ministerstwa Spraw Wojskowych” nr 6 z 1937, poz. 77.

Na lewej stronie płatu sztandaru znajdują się na tarczach w poszczególnych rogach:
- w prawym górnym – wizerunek Matki Boskiej Częstochowskiej
- w prawym dolnym – godło miasta Poznania
- w lewym górnym – wizerunek św. Barbary - patronki artylerzystów
- w lewym dolnym – odznaka pamiątkowa 7 dywizjonu artylerii przeciwlotniczej

Na dolnym ramieniu Krzyża Kawalerskiego  wyhaftowany napis „Poznań 8 VII 1926”, upamiętniający datę i miejsce powstania dywizjonu.
Po kampanii wrześniowej sztandar zaginął. 7 maja 1970 nadeszła do redakcji „Żołnierza Wolności” paczka zawierająca dwa płaty sztandarów artylerii przeciwlotniczej wraz z grotami. Jednym z nich był sztandar 7 daplot. Do przesyłki dołączono artykuł Jana Buszko pt. „Symbole żołnierskiej chwały” opublikowany w „Żołnierzu Wolności” z 3 października 1969. Nadawca nie ujawnił się. Sztandar przekazano do zbiorów Muzeum Wojska Polskiego, gdzie jest eksponowany do dzisiaj.
Odznaka pamiątkowa
13 sierpnia 1932 roku Minister Spraw Wojskowych zatwierdził wzór i regulamin odznaki pamiątkowej artylerii przeciwlotniczej.